# Вінник Максим Олександрович
Вінник Максим Олександрович (нар. 27 лютого 1977, Херсон, УРСР) — український науковець у сфері інформаційних технологій в освіті, кандидат педагогічних наук, доцент, проректор з фінансово-господарської та науково-педагогічної роботи Херсонського державного університету. Заслужений працівник освіти України (2020).

## Життєпис
Народився 27 лютого 1977 року в Херсоні. У 1994 році закінчив Херсонську багатопрофільну гімназію № 20.
Здобув вищу освіту за спеціальностями:
- спеціаліст сільськогосподарських наук, спеціальність: «водні біоресурси і аквакультура», диплом з відзнакою (Херсонський державний аграрний університет, 1998);
- магістр сільськогосподарських наук, спеціальність: «водні біоресурси і аквакультура» (Херсонський державний аграрний університет, 1999);
- спеціаліст з економіки підприємства, спеціальність: «економіка підприємства» (Херсонський національний технічний університет, 2001);
- магістр з економіки підприємства, спеціальність: «економіка підприємства» (Херсонський національний технічний університет, 2005).

28 грудня 2016 року захистив дисертацію на здобуття наукового ступеня кандидата педагогічних наук зі спеціальності 13.00.04 — теорія і методика професійної освіти на тему «Формування науково-дослідницької компетентності майбутніх інженерів-програмістів в умовах освітнього середовища вищого навчального закладу». Науковий керівник — кандидат фізико-математичних наук, доктор педагогічних наук, професор Олександр Володимирович Співаковський.
У 2020 році на підставі рішення атестаційної колегії Міністерства освіти і науки України присвоєне вчене звання доцента кафедри інформатики, програмної інженерії та економічної кібернетики.
Під час російської окупації Херсона (лютий–червень 2022 року) займався волонтерством. 14 червня 2022 року був викрадений російськими військовими, звільнений з полону 16 червня 2022 року. Після звільнення виїхав до Івано-Франківська, куди було релоковано Херсонський державний університет.

## Професійна кар'єра
З 2001 року працює у Херсонському державному університеті (ХДУ).
2001–2008 — фахівець, молодший науковий співробітник;
2011–2015 — керівник відділу господарсько-договірної діяльності;
2015–2018 — директор студентського містечка;
з 2018 року — проректор з фінансово-господарської та науково-педагогічної роботи.
З 2022 року є головою Оперативного штабу ХДУ.

## Навчальна робота
З 2002 року здійснює викладацьку діяльність у Херсонському державному університеті. У 2002 році розпочав викладати в Центрі перепідготовки та підвищення кваліфікації. З 2007 року працював асистентом на кафедрі інформаційних технологій та економічної кібернетики факультету фізики, математики та інформатики. У період з 2010 по 2017 рік обіймав посаду старшого викладача кафедри інформатики, програмної інженерії та економічної кібернетики. З 2018 року є доцентом кафедри інформаційних технологій та економічної кібернетики.
Викладає навчальні дисципліни:
- «Групова динаміка та комунікації»,
- «Soft skills»,
- «Менеджмент проєктів програмного забезпечення»,
- «Правові питання в інформаційних технологіях»,
- «Економіка програмного забезпечення»,
- «Управління проєктами інформатизації»,
- «Основи наукових досліджень».

## Наукова діяльність
Учасник 15 науково-дослідних проєктів на замовлення Міністерства освіти і науки України.
Основні напрями наукових досліджень:
- інформаційні технології в освіті;
- організація наукової роботи студентів;
- наукометрія.

### Науково-організаційна робота
- 2012, 2014 — член організаційного комітету Всеукраїнського турніру юних інформатиків;
- Заступник головного редактора збірника наукових праць ''Information Technologies in Education'' (з 2017);
- Член редакційної колегії збірника наукових праць «Педагогічні науки»;
- 2020–2021 — член спеціалізованої вченої ради К 67.051.02;
- Член програмного комітету міжнародної конференції ICT in Education, Research and Industrial Applications (2015–2020), голова організаційного комітету (2019, 2021), член комітету зі зв'язків зі спільнотою (2023), член організаційного комітету (2023, 2024).

## Видавнича діяльність
Автор понад 60 наукових і навчально-методичних публікацій, серед яких: 41 стаття (14 індексовано в базах Scopus/Web of Science), 16 статей у фахових виданнях України, 2 тези конференцій, 6 навчально-методичних посібників.
Вибрані праці:
- Spivakovskyi O. V., Vinnyk M. O., Tarasich Y. H. University ICT Infrastructure Construction: Problems and Solutions // Information Technologies and Learning Tools. — 2014. — Vol. 39, No. 1. — P. 99–116. DOI: .[13]
- Vinnyk M., Poltoratskyi M., Konnova O., Kushnir N., Bohdanovych A. Registration of intellectual property rights based on blockchain technology // Information Technologies and Learning Tools. — 2024. — Vol. 102, No. 4. — P. 192—210. DOI: .[14]
- Letychevskyi O. O., Peschanenko V. S., Poltorackiy M. Y., Tarasich Y. H., Vinnyk M. O. Formal semantics and analysis of tokenomics properties // Problems in Programming. — 2022. — No. 3–4. — P. 128—138. DOI: .[15]

## Авторські свідоцтва
Максим Вінник є автором 14 зареєстрованих комп'ютерних програм, що підтверджено відповідними свідоцтвами про авторське право.
Серед них:
Комп'ютерна програма «Web-сервіс Науково-дослідна робота кафедри».
Свідоцтво про реєстрацію авторського права на твір № 67546, зареєстровано 2 вересня 2016 року.
Програма призначена для автоматизації обліку та генерації звітів викладачів, що беруть участь у науково-дослідній роботі кафедри. Запровадження цього сервісу сприяє оптимізації звітності, формуванню рейтингів кафедри та підвищенню ефективності наукової діяльності.
Комп'ютерна програма «Web-сервіс побудови рейтингів науковців ВНЗ за даними наукометричних систем та баз даних. Версія 2.0».
Свідоцтво про реєстрацію авторського права на твір № 59133, зареєстровано 1 квітня 2015 року.
Програма забезпечує автоматичне оновлення інформації з наукометричних баз та подальшу публікацію статистичних даних про науковців на офіційних вебресурсах закладу вищої освіти.

## Участь у міжнародних проєктах
Координатор проєкту «Діджиталізація третього покоління» (2020—2021);
Локальний координатор проєкту Erasmus+ MASTIS (2015—2019);
Учасник проєктів Erasmus+ SMART-PL (2022—2025), DigiUni (2023—2027), Academies4Ukraine (2023—2026).

## Стажування
- 2003 — Вища педагогічна школа у м. Ченстохова (Польща);
- 2006 — Державний університет Нью-Йорка, м. Потсдам та м. Кантон (США);
- 2016 — Університет Ліон 2 імені Люм'єра, м. Ліон (Франція);
- 2017 — Каунаський технологічний університет, м. Каунас (Литва);
- 2018 — Технологічний університет Лулео, м. Лулео (Швеція);
- 2018 — Університет Агдер, м. Крістіансанн (Норвегія);
- 2023 — Поморський університет у Слупську, м. Слупськ (Польща);
- 2023 — Університет імені Адама Міцкевича, м. Познань (Польща);
- 2023 — Вроцлавська політехніка, м. Вроцлав (Польща);
- 2024 — Ганноверський університет імені Готфріда Вільгельма Лейбніца, м. Ганновер (Німеччина).

## Нагороди та відзнаки
- Почесне звання Заслужений працівник освіти України (Указ Президента України № 186/2020);
- Грамота Верховної ради України за заслуги перед Українським народом (№ 282-К від 10.05.2018);
- Почесна грамота Херсонської обласної ради (Розпорядження № 217 від 18.08.2021 р.);
- Почесна грамота Національної академії педагогічних наук України (2019);
- Почесна грамота Херсонського міського голови (Розпорядження 197-К від 17.03.2017 р.).

## Громадська діяльність
Член науково-технічної ради з питань формування і виконання регіональної програми інформатизації Херсонської області (розпорядженням голови обласної державної адміністрації № 396 від 02.06.2016). Член робочої групи зі створення Стратегії розвитку м. Херсона до 2030 року (Розпорядження міського голови № 194 р від 20 серпня 2020 р., Розпорядження міського голови № 36 р від 08 лютого 2021 р.). Помічник депутата Верховної Ради України VIII скликання Олександра Співаковського (на громадських засадах).